# タイ・アーミー・スポーツ・スタジアム
タイ・アーミー・スポーツ・スタジアム（英: Thai Army Sports Stadium）は、タイ王国のバンコク・ディンデーン区にある競技場である。

## 概要
収容人数は20,000人。主にサッカーの試合に用いられ、タイ・プレミアリーグに所属するアーミー・ユナイテッドFCがホームスタジアムとして利用している。また、AFCチャンピオンズリーグ2007やAFCカップ2007、2007 東南アジアサッカー選手権においても使用されている。その他、北京オリンピックサッカーアジア予選の女子最終予選においてサッカー日本女子代表対サッカータイ王国女子代表の試合が開催されている。

## 交通アクセス
スカイトレイン(BTS)・スクムウィット線のアヌサーワリーチャイサモーラプーム駅よりタクシーで約10分。